# Hans-Hermann Braess
Hans-Hermann Braess (* 15. Oktober 1936 in Kiel; † 4. Oktober 2024) war ein deutscher Ingenieur und Automobilforscher.
Hans-Hermann Braess war Honorarprofessor an der TU München (seit 1992), TU Dresden und HTW Dresden (beide seit 1993), sowie Dozent der Bayerischen Elite-Akademie (seit 1999). Er war Träger des Bundesverdienstkreuzes. Hans-Hermann Braess war verheiratet und hatte einen Sohn.

## Biographie
Hans-Hermann Braess wurde als erster Sohn von Paul Braess geboren. Sein Vater war Professor für Versicherungswirtschaft an der Universität zu Köln. Er studierte von 1956 bis 1962 Maschinenbau in Hannover, schloss als Diplom-Ingenieur ab und promovierte 1971 zum Dr.-Ing. Während seiner Promotion arbeitete er eine kurze Zeit bei Ford. Von 1970 bis 1980 arbeitete er bei Porsche und leitete dort ab 1977 die Forschungsabteilung. Von Oktober 1980 bis zu seiner Pensionierung im Oktober 1996 war er Leiter der wissenschaftlichen Zentrale der BMW AG. 1988 wurde er zum Ehrendoktor (Dr.-Ing. E. h.) der TU Darmstadt ernannt.
Hans-Hermann Braess war in zahlreichen wissenschaftlichen Gremien vertreten, u. a. im Verein Deutscher Ingenieure (VDI), FAT (Forschungsvereinigung Automobiltechnik) des Verbandes der Deutschen Automobilindustrie (VDA) und der FISITA. Er war maßgeblich am europäischen Automobilforschungsprojekt PROMETHEUS (Programm für ein Europäisches Transportwesen mit höchster Effizienz und unerreichter Sicherheit) beteiligt. Braess erhielt am 23. November 1999 das Bundesverdienstkreuz am Bande, überreicht durch den damaligen Bayerischen Ministerpräsidenten Edmund Stoiber.

## Veröffentlichungen
Er veröffentlichte zahlreiche wissenschaftliche Artikel zu allen Bereichen des Fahrzeugs und ist Autor und Herausgeber einiger Bücher. Schwerpunkt seiner Forschungen war die Fahrdynamik von Kraftfahrzeugen und die Fahrer-Fahrzeug-Interaktion.
- Kraftfahrzeugtechnische Methoden zur Untersuchung des Seitenwindverhaltens des Systems Fahrzeug - Fahrer. VDI, 1968.
- Theoretische Untersuchung des Lenkverhaltens von Kraftfahrzeugen. International Automobile Safety Conference, XIIIth FISITA Congress, 1970, Brüssel, Paper 17.1.B.
- Untersuchung des Seitenwindverhaltens des Systems Fahrzeug - Fahrer. VDI, 1970.
- Anpassung des Fahrverhaltens von Kraftfahrzeugen an die Eigenschaften des Reglers „Mensch“. Verkehrssicherheit durch Technik und Medizin, Köln, 1976.
- BMW Profile. Band 8, 'Das Original', Die BMW 3er Reihe: Konzept, Technik, Design. Heel, 2000.
- Lenkung und Lenkverhalten von Personenkraftwagen – Was haben die letzten 50 Jahre gebracht, was kann und muss noch getan werden? VDI-Bericht Nr. 1632. Düsseldorf: VDI-Verlag, S. 13–55, 2001.
- mit E. Donges: Technologien zur aktiven Sicherheit von Personenkraftwagen – „Konsumierbare“ oder echte Verbesserungen?. Tagung “Aktive Sicherheit durch Fahrerassistenz”, Garching b. München, 4.–5. April, 2006.
- mit Ulrich Seiffert (Hrsg.): Automobildesign und Technik: Formgebung, Funktionalität, Technik. Vieweg + Teubner, 2007.
- mit U. Seiffert (Hrsg.): Handbuch Kraftfahrzeugtechnik. Vieweg Verlagsgesellschaft, 5. Auflage 2007.